# Pasir Garam (Pangkal Balam)
Pasir Garam is een bestuurslaag in het regentschap Pangkal Pinang van de provincie Bangka-Belitung, Indonesië. Pasir Garam telt 2350 inwoners (volkstelling 2010).